# كازاجو برابيا
كازاغو برابيا هي بلدية في مقاطعة فاريزي، ضمن لومبارديا.

## السكان
وفقًا لإحصاء عام 2011، بلغ عدد سكانها 827 نسمة.